# Nicolas Esquillan
Nicolas Esquillan, né le 27 août 1902 à Fontainebleau et mort le 21 janvier 1989 à Paris, est un ingénieur français spécialisé dans l'édification d'ouvrages d'art.

## Biographie
Nicolas Auguste Esquillan naît le 27 août 1902 à 18 h 30, dans la ville de Fontainebleau (Seine-et-Marne) au no 211 de la rue Saint-Merry. Il est le fils d'Eugène Cyr Hugues Esquillan (carrossier) et de Marie Koutzler (épouse, sans profession), alors respectivement âgés de 30 et 22 ans à sa naissance. 
Diplômé en 1922 de l'École nationale supérieure d'arts et métiers de Châlons-sur-Marne, il est engagé dès l'année suivante par Simon Boussiron dans son bureau d'étude et il participe, sous sa direction et avec les conseils de Roger Valette, à l'étude de nombreux ouvrages d'art.
Simon Boussiron le charge en 1932 de la conception et de la réalisation du pont de La Roche-Guyon qui, avec 161 m de portée remporte le record mondial des ponts en béton armé à tablier suspendu, lors de son achèvement en 1934. En 1936, il est nommé chef d'études des ouvrages d'art de l'Entreprise.

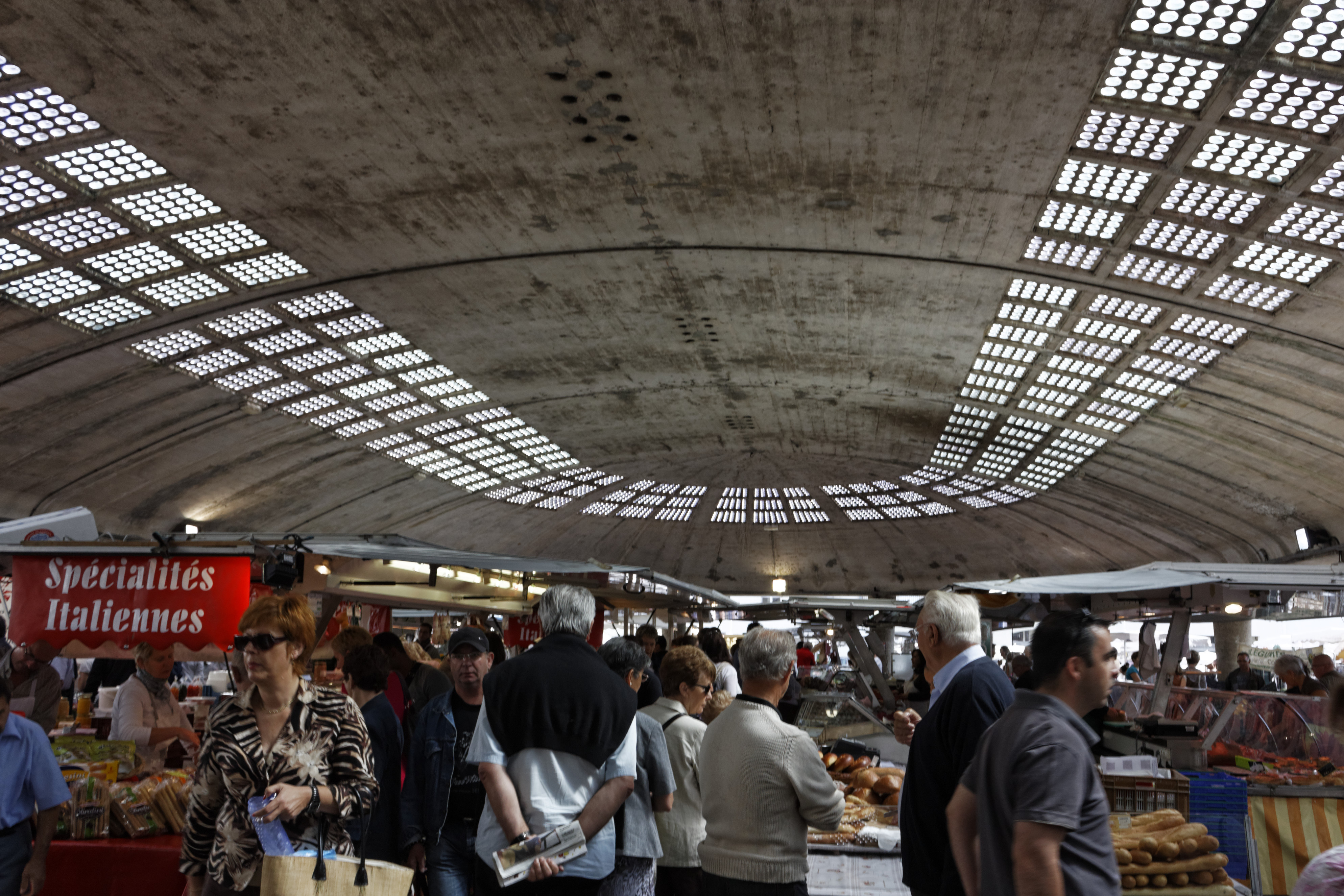
Halles de Fontainebleau, en 07 2012.

De 1936 à 1941, il conçoit puis construit une halle de marché pour Fontainebleau, sa ville natale. Caractérisée par la minceur de sa voûte et de ses piliers en béton, ou encore par l'élégance de ses formes et de ses pavés de verre Saint-Gobain, la halle de marché de la place de la République est considérée comme un « exploit technique » et un « chef-d’œuvre méconnu » d'Esquillan par l'historien Alexandre Gady. La démolition de cet ouvrage, décidée par la mairie en 2012, aura, malgré les contestations, finalement lieu le 23 septembre 2013. Il entreprend en parallèle le pont de Clairac sur le Lot qui est achevé en 1937.

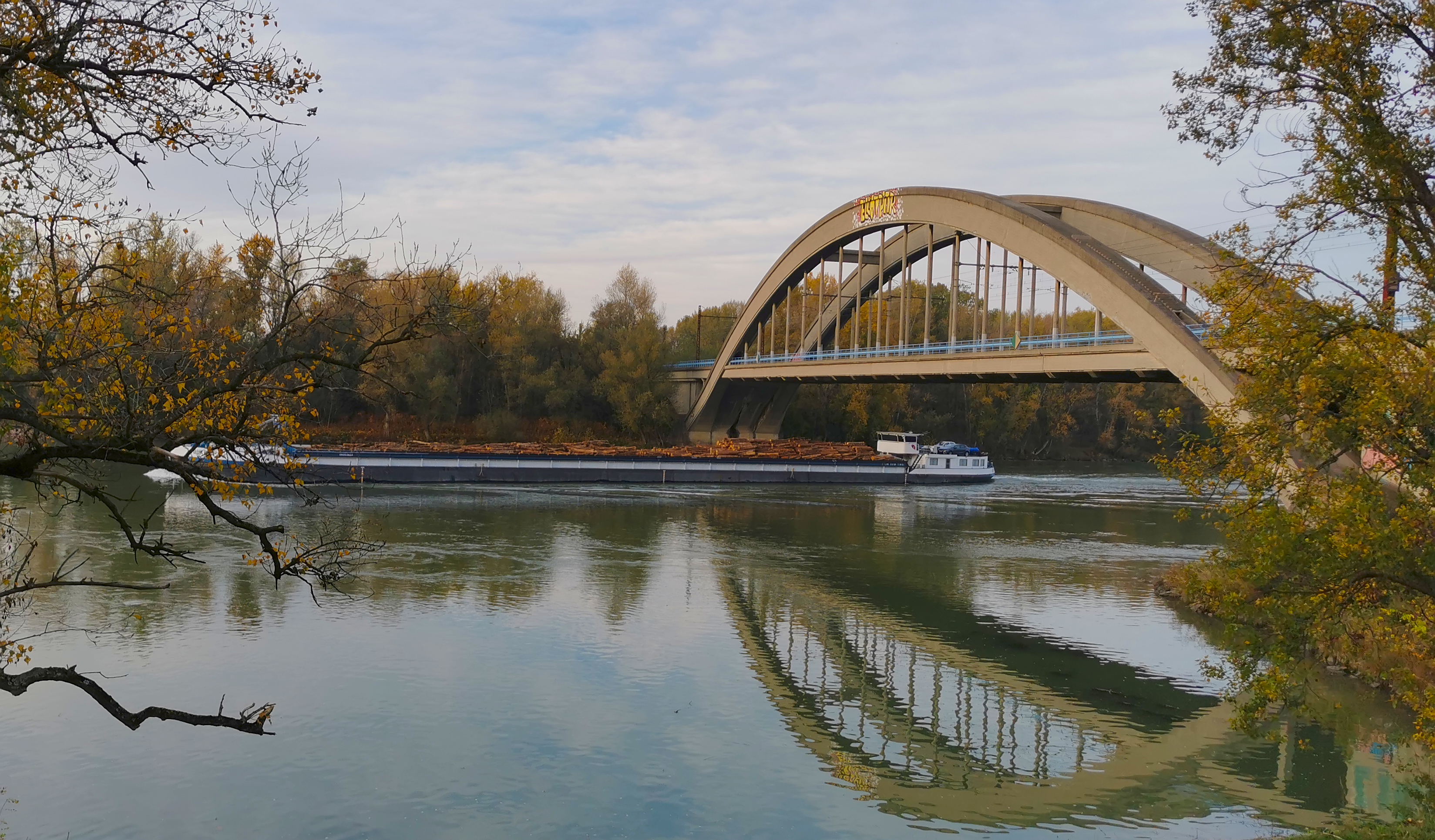
Ternay, le pont de la Méditerranée, pont ferroviaire entre Grigny et Ternay

Nicolas Esquillan est nommé directeur technique de l'Entreprise en 1941 et le restera jusqu'en 1971. Il achève en 1943 le pont de La Coudette sur le Gave de Pau qui, avec 111 m de portée, remporte le record mondial des ponts-route en bow-string en béton armé.
En 1950, il achève la reconstruction du pont-route de Conflans-Fin d'Oise, puis le viaduc de chemin de fer de la Méditerranée sur le Rhône, reliant Chasse et Givors. Avec 124 m de portée, il remporte le record mondial des ponts-rail en béton armé à double voie suspendue.

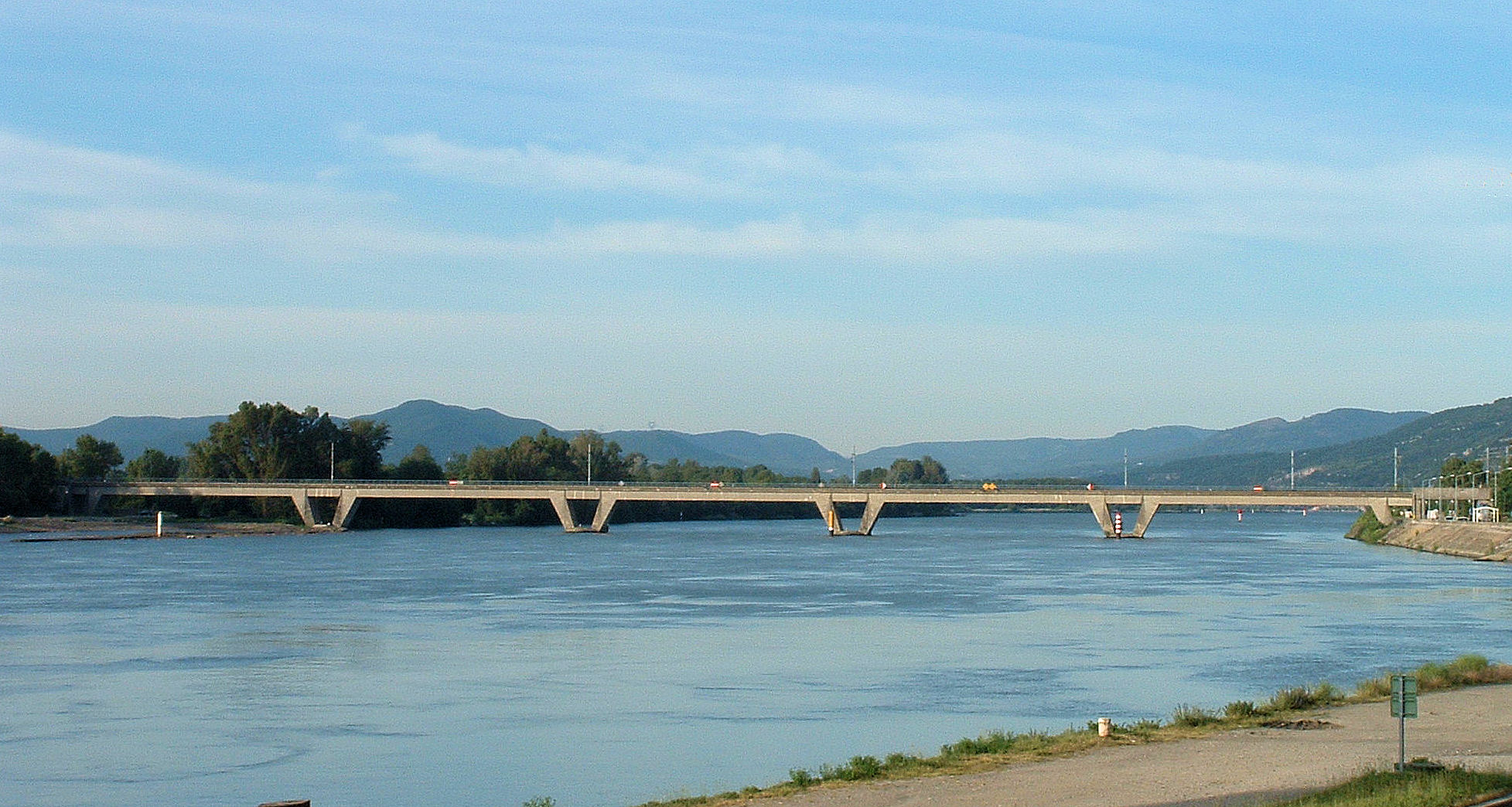
Viaduc ferroviaire de La Voulte-sur-Rhône.

Il construit en 1951 le hangar à deux nefs de l'aéroport de Marignane qui détient, jusqu'à la réalisation du CNIT, le record mondial de portée pour les couvertures à voile mince, et, de 1952 à 1955, il entreprend le premier grand pont-rail français en béton précontraint à La Voulte-sur-Rhône, achevé en 1955, qui, avec ses 300 m, était le plus long pont du monde sous voie ferrée normale en béton précontraint. Durant cette période, il gagne en 1954 notamment devant R. Morandi, le concours du pont d'Abidjan, 372 m de longueur sur piles fondées à 70 m au-dessous du niveau de l'eau, achevé en 1957. Après avoir remporté le concours du CNIT en partenariat avec Bernard Zehrfuss et Marcel Breuer, devant Nervi et Freyssinet, il réalise  en 1955 la voûte du palais qui, avec 206 m de longueur de façade et 238 m sous les arêtes de noue, détient toujours le record mondial de portée, de même que celui de la plus grande surface supportée point par appui : 7 500 m2. En 1957, il réalise les pylônes du pont de Tancarville qui, avec 123 m de hauteur, remportèrent le record mondial de hauteur des piles de pont suspendu en béton armé.
Il officie en 1961 en tant qu'ingénieur conseil du palais des expositions de Turin et réalise le deuxième pont d'Abidjan en 1967 ainsi que le château d'eau de La Duchère. Pour les Jeux olympiques d'hiver, il construit en 1968 le Stade olympique de glace de Grenoble.
Il meurt le 21 janvier 1989 dans le 13e arrondissement de Paris.

## Citation
« Dans ma conception des ouvrages, ma première recherche, essentielle, a toujours été de déterminer les points d'appui les plus judicieux, soit verticaux, soit horizontaux, et d'organiser la structure pour y conduire les forces le plus rationnellement possible, et en tous cas le plus économiquement. […] L'art de dresser un projet ne consiste pas tant à résoudre un système d'équations par le calcul, que de bien les poser après avoir imaginé toutes les hypothèses plausibles. Si une culture mathématique sérieuse est utile et nécessaire pour formuler les résultats de l'expérience, il ne faut jamais oublier que l'on n'a aucune chance de retrouver à la fin d'un calcul ce que l'on aura oublié d'introduire initialement. En d'autres termes, si le projeteur a omis un effort ou une déformation en un point donné d'une structure, le calcul ne les lui fera pas retrouver. »

— Conférence sur l'art de construire prononcée par Nicolas Esquillan lors de sa réception comme docteur honoris causa à l'université de Stuttgart en 1965.